# 加治木饅頭

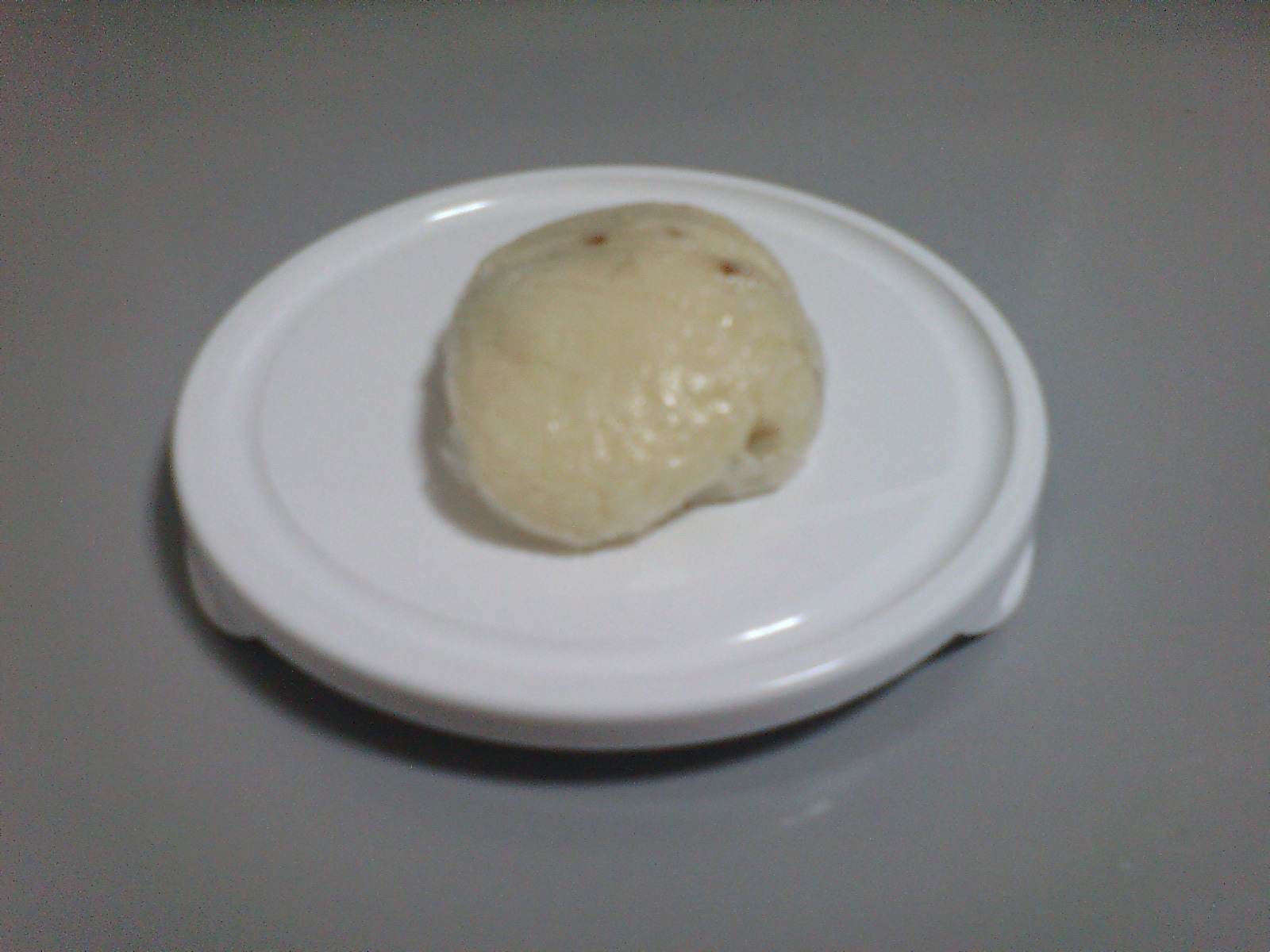
加治木饅頭

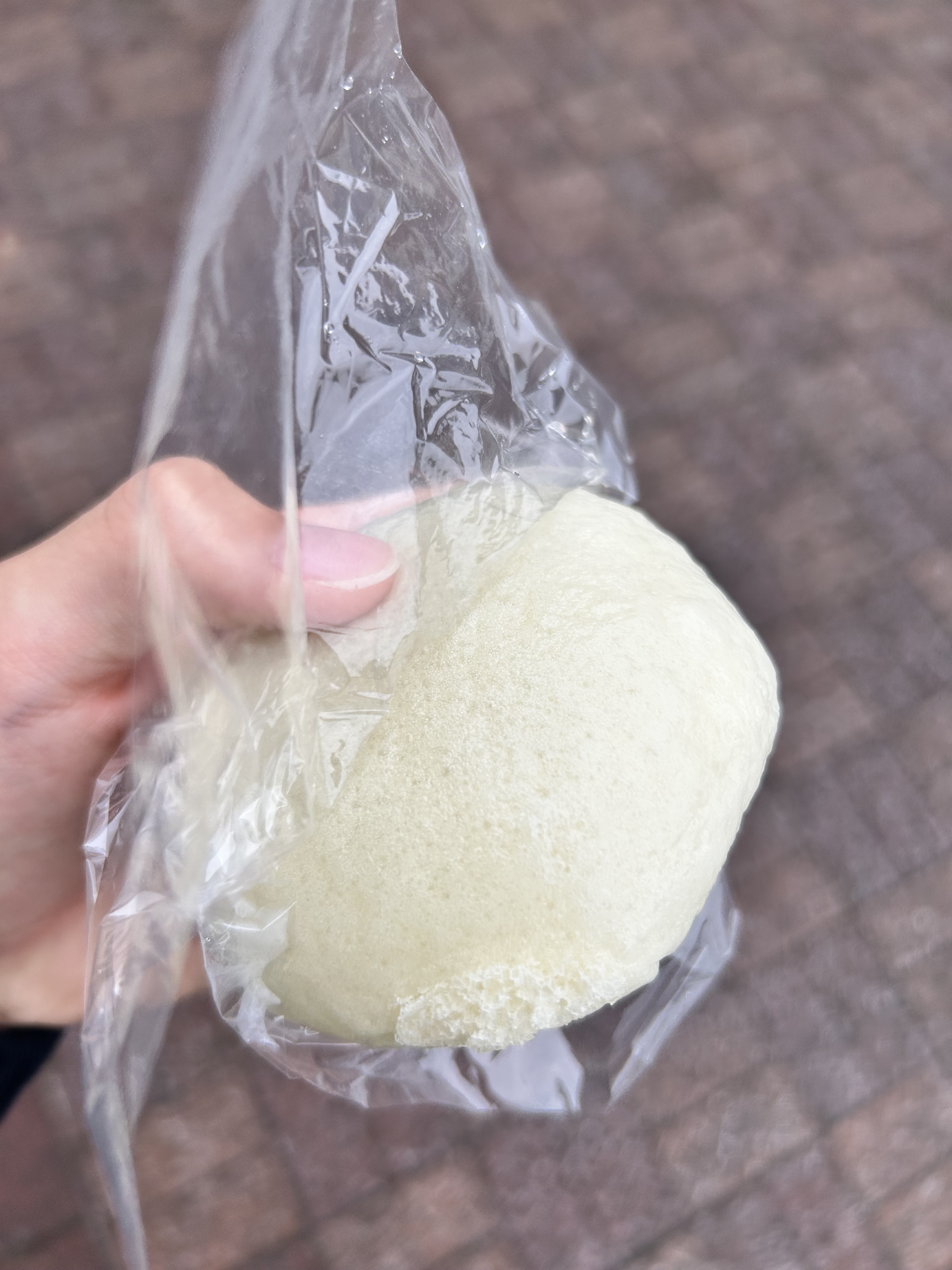
加治木まんじゅう(桜島サービスエリア)

加治木饅頭（かじきまんじゅう）とは、鹿児島県姶良市加治木町で江戸時代中期からつくられている蒸し饅頭の郷土菓子である。
桂庵玄樹が明留学の際に饅頭製菓も会得し、1478年（文明10年）薩摩入国の際にもたらしたとする説がある。その後、島津義弘が1607年（慶長12年）平松から加治木に移住するに先立ち1606年（慶長11年）から加治木館を建造したが、その際堀に架ける欄干橋の工事休憩中にお茶うけとして供されたのが今日の加治木饅頭の始まりとされる。
基本的な原材料は小麦粉・麹（甘酒）・砂糖・小豆・塩。酒饅頭であるため長らく加治木饅頭といえば皮は白色のみであったが、平成以降、皮生地に黒砂糖やヨモギ、ニンジン、紫芋などを練り込んで色づけされたものが商品化され、近年は彩のよい加治木饅頭が注目されてきている。
この菓子は、空港・駅の売店やデパート等では殆ど取り扱っていない。出来立てで熱々を提供するのが加治木饅頭の特徴であるため、製造直売ではないこれらの店舗ではこの特徴が出せないためではないかと解されている。加治木町では加治木饅頭製造組合を構成する菓子店7店のほか、製造直売店が国道10号線沿いに数多く立ち並び、熱々の饅頭を販売している。また、加治木町や隣接の姶良町ではスーパーの菓子コーナーに置いてあることも多く、住民に親しまれている。桜島サービスエリアの売店でも販売されている。
鹿児島県や宮崎県西部（都城市、小林市などの諸県地域）での知名度は高いが、他の地域ではほぼ無名に近い状況である。